# Dipartimento di Bouaflé
Il dipartimento di Bouaflé è un dipartimento della Costa d'Avorio situato nella regione di Marahoué, distretto di Sassandra-Marahoué.
La popolazione censita nel 2021 era pari a 300.305 abitanti.
Il dipartimento è suddiviso nelle sottoprefetture di Bégbessou, Bouaflé, N'Douffoukankro, Pakouabo e Tibéita.